# Van Dyne (Wisconsin)
Van Dyne es un lugar designado por el censo ubicado en el condado de Fond du Lac en el estado estadounidense de Wisconsin. En el Censo de 2010 tenía una población de 279 habitantes y una densidad poblacional de 136,36 personas por km².

## Geografía
Van Dyne se encuentra ubicado en las coordenadas 43°53′10″N 88°29′52″O / 43.88611, -88.49778. Según la Oficina del Censo de los Estados Unidos, Van Dyne tiene una superficie total de 2.05 km², de la cual 2.04 km² corresponden a tierra firme y (0.25%) 0.01 km² es agua.

## Demografía
Según el censo de 2010, había 279 personas residiendo en Van Dyne. La densidad de población era de 136,36 hab./km². De los 279 habitantes, Van Dyne estaba compuesto por el 97.85% blancos, el 0.36% eran afroamericanos, el 0.36% eran amerindios, el 0.36% eran asiáticos, el 0.36% eran isleños del Pacífico, el 0% eran de otras razas y el 0.72% pertenecían a dos o más razas. Del total de la población el 0.36% eran hispanos o latinos de cualquier raza.